# Valpelline
Pour l’article homonyme, voir Valpelline (vallée).
 Valpelline  est une commune éparse italienne de la Vallée d'Aoste faisant partie de l'Unité des communes valdôtaines du Grand-Combin.

## Géographie
Cette commune se situe au centre de la vallée du même nom.
Le siège de la maison communale étant situé au hameau des Prailles, Valpelline est une commune éparse.

Localisation de la commune de Valpelline à l'intérieur de la Vallée d'Aoste.

## Culture

### Personnalités liées à Valpelline
L'abbé Joseph-Marie Henry a vécu pendant longtemps dans cette commune, où il mourut.

### Monuments et lieux d'intérêt
- La Maison forte de la Tour
- La Tornalla, une tour avec un escalier en colimaçon récemment restaurée
- Le musée de la fontine, au hameau Frissonnière
- Le musée de la résistance
- Le salon de l'alpinisme
- La prébende (1744) près de l'école
- Les ruines de la fonderie de Valpelline
- Le ru Pompillard, remontant à 1409, avec des sculptures médiévales creusées dans le rocher

## Fêtes, foires
- Le Carnaval de la Combe froide, en patois valdôtain, Carnaval de la coumba fréda (voir lien externe)
- La Fête de la soupe à la valpellinoise (en patois valdôtain, Seupa à la vâpeleunèntse), la seconde moitié de juillet
- La Féa de Vapeleunna (patois valpellinois pour « Fête de Valpelline »), à octobre, foire traditionnelle du bétail.

## Sport
Dans cette commune se pratiquent le fiolet et la rebatta, deux des sports traditionnels valdôtains.

## Administration
| Période                                  | Période      | Identité           | Étiquette | Qualité |
| ---------------------------------------- | ------------ | ------------------ | --------- | ------- |
| 1988                                     | 2005         | Aldo Chenal        |           | Syndic  |
| 9 mai 2005                               | 24 mai 2010  | Claudio Restano    |           | Syndic  |
| 9 mai 2005                               | 29 juin 2013 | Claudio Restano    |           | Syndic  |
| 2013                                     | 2015         | Ermanno Riva Rivot |           | Syndic  |
| 22 mai 2015                              | En cours     | Maurizio Lanivi    |           | Syndic  |
| Les données manquantes sont à compléter. |              |                    |           |         |

### Hameaux
Les Ansermin, Arliod, Le Berioz, Chez-les-Bovet, Cheillon, Chez-Cailleur, Chez-les-Chuc, Le Chosod, La Cleyvaz, Le Cumet, La Fabrique, Frissonnière-dessous, Frissonnière-dessus, La Fusinaz, La Forge, Les Gontés, Lavod, La Moulaz, Le Moulin, Plan-Coudrey, La Poste, Les Prailles (siège municipal), Semon, Souverou, Toules-dessous, Toules-dessus, La Ville

## Galerie de photos

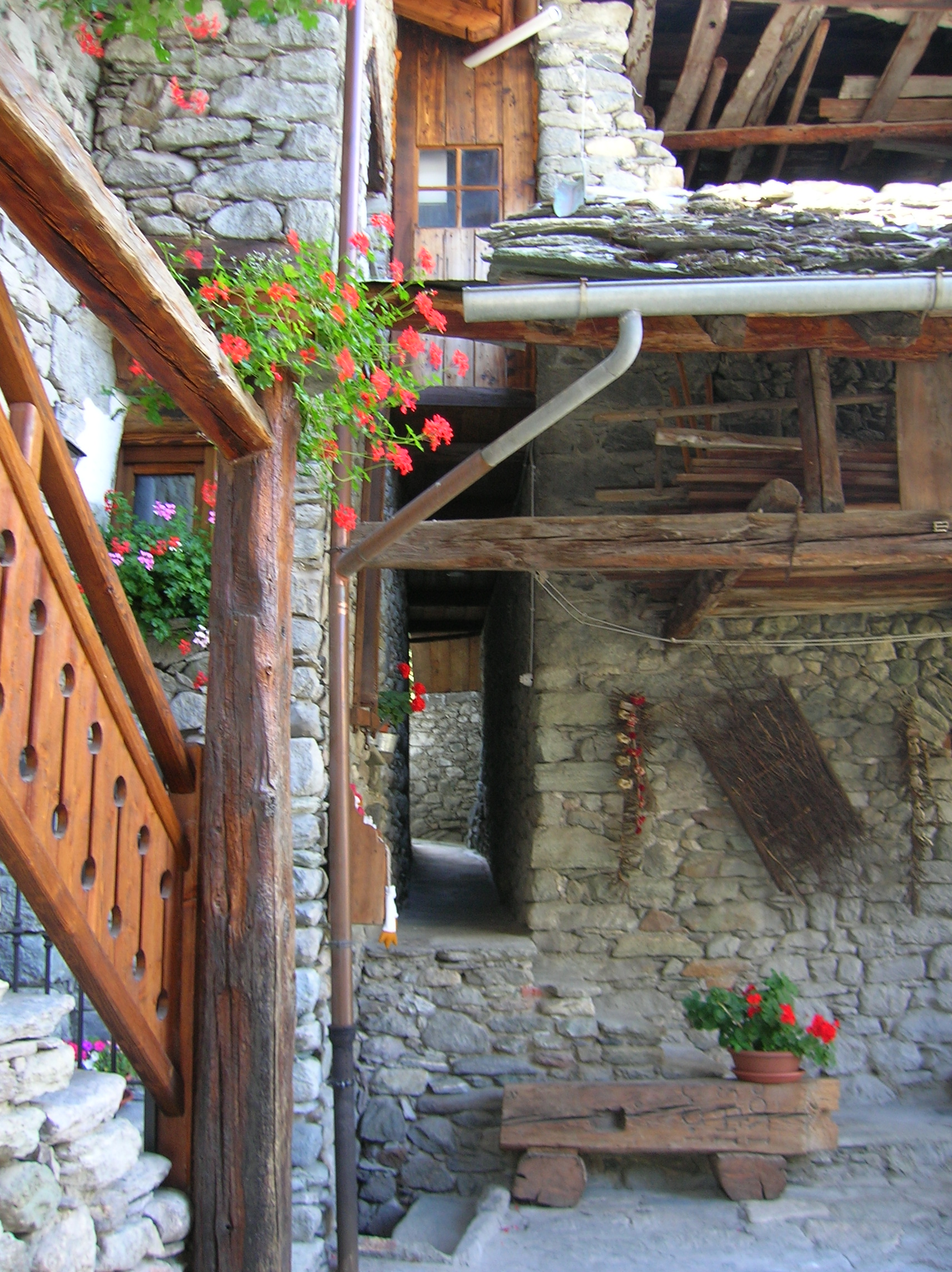
Vue du chef-lieu.
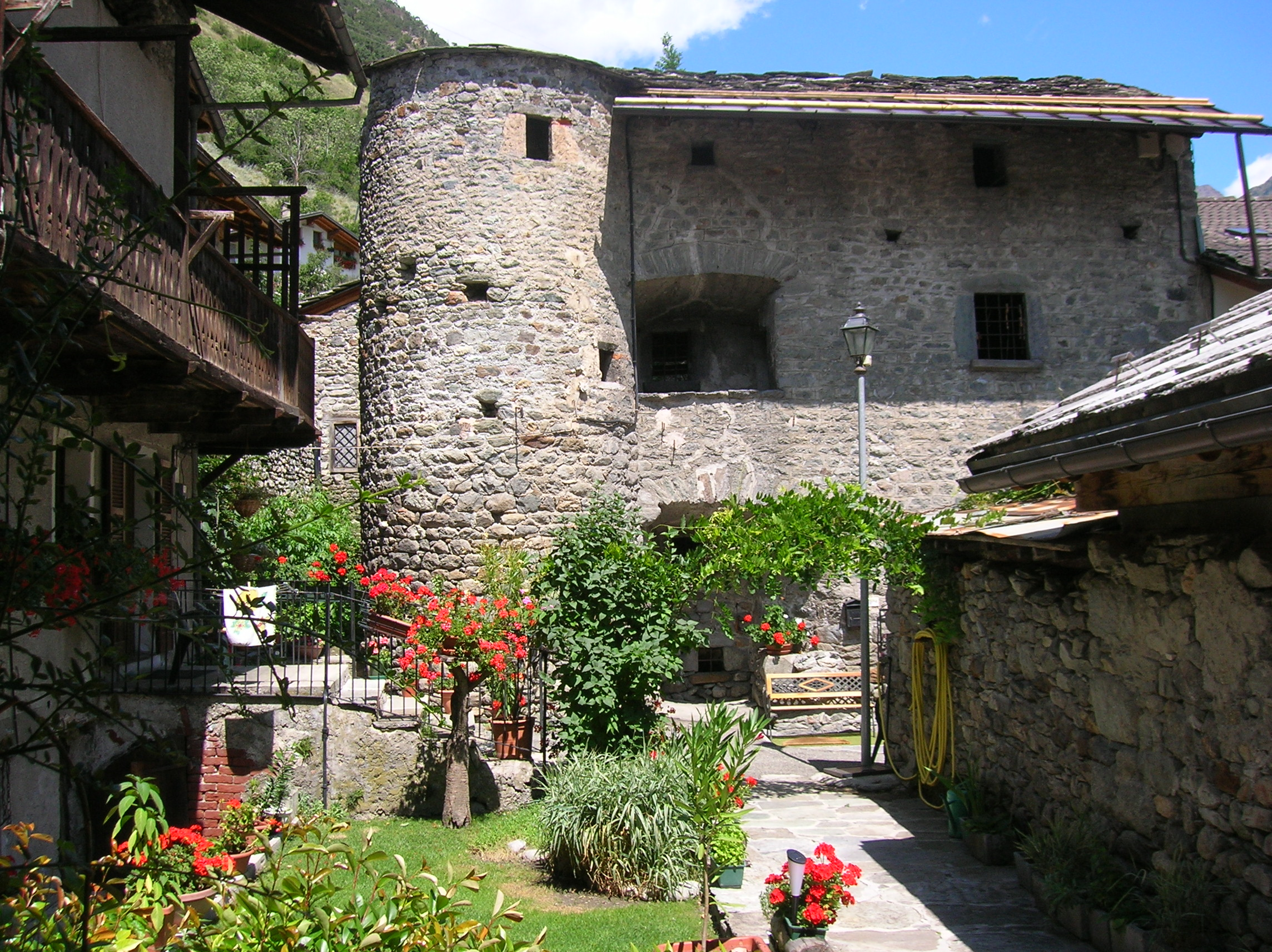
La Tornalle.
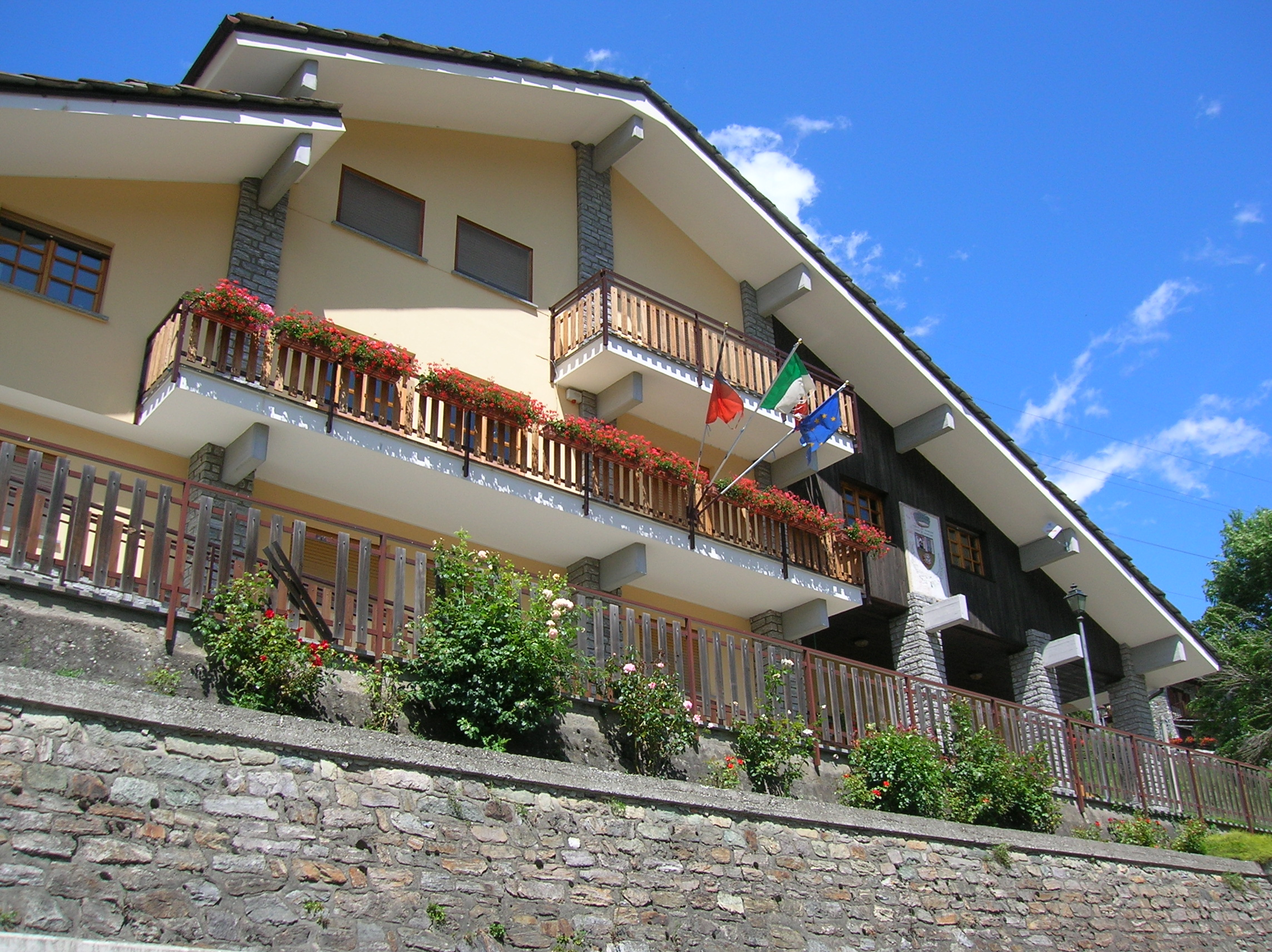
La maison communale.
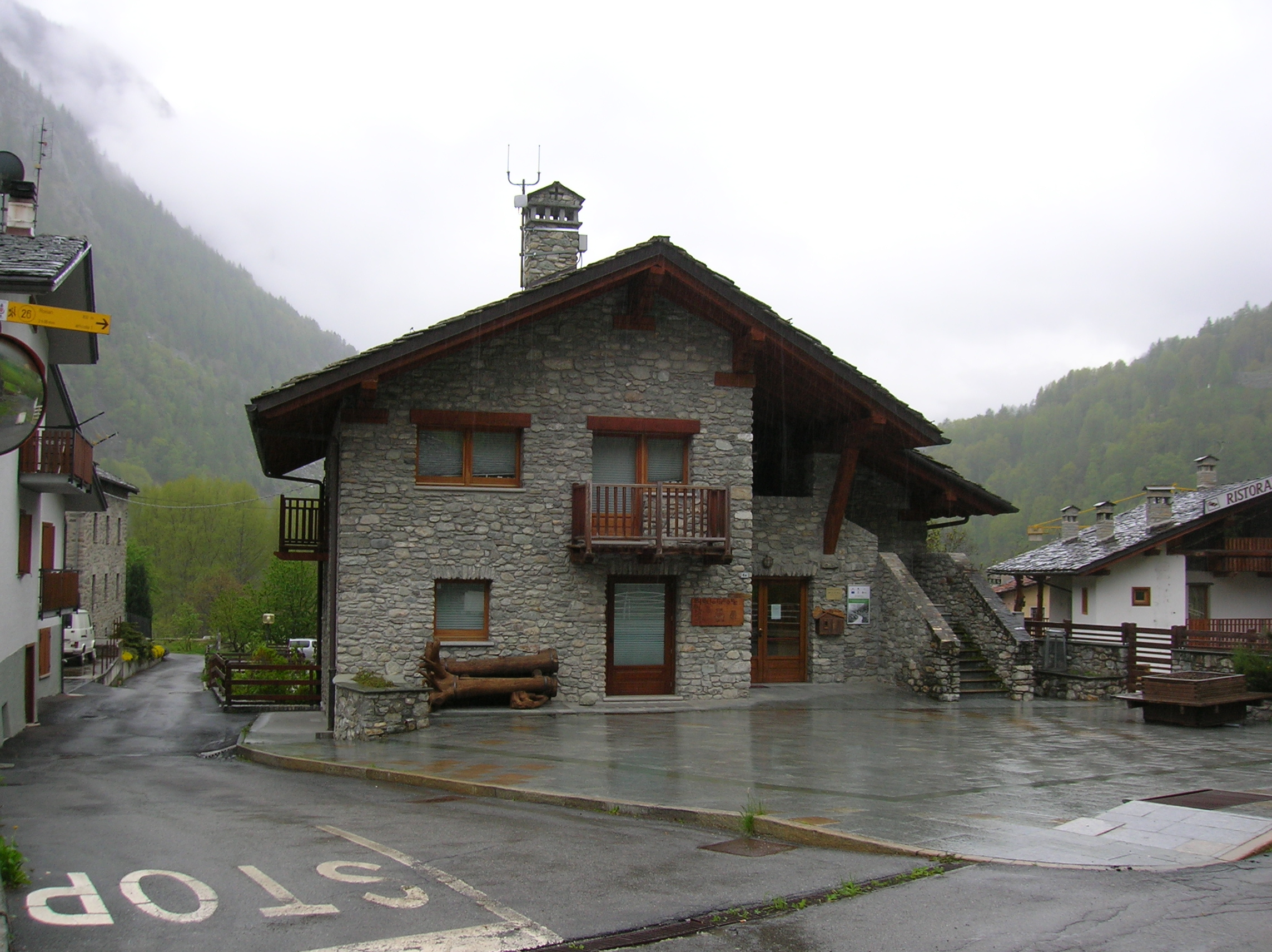
La bibliothèque communale.
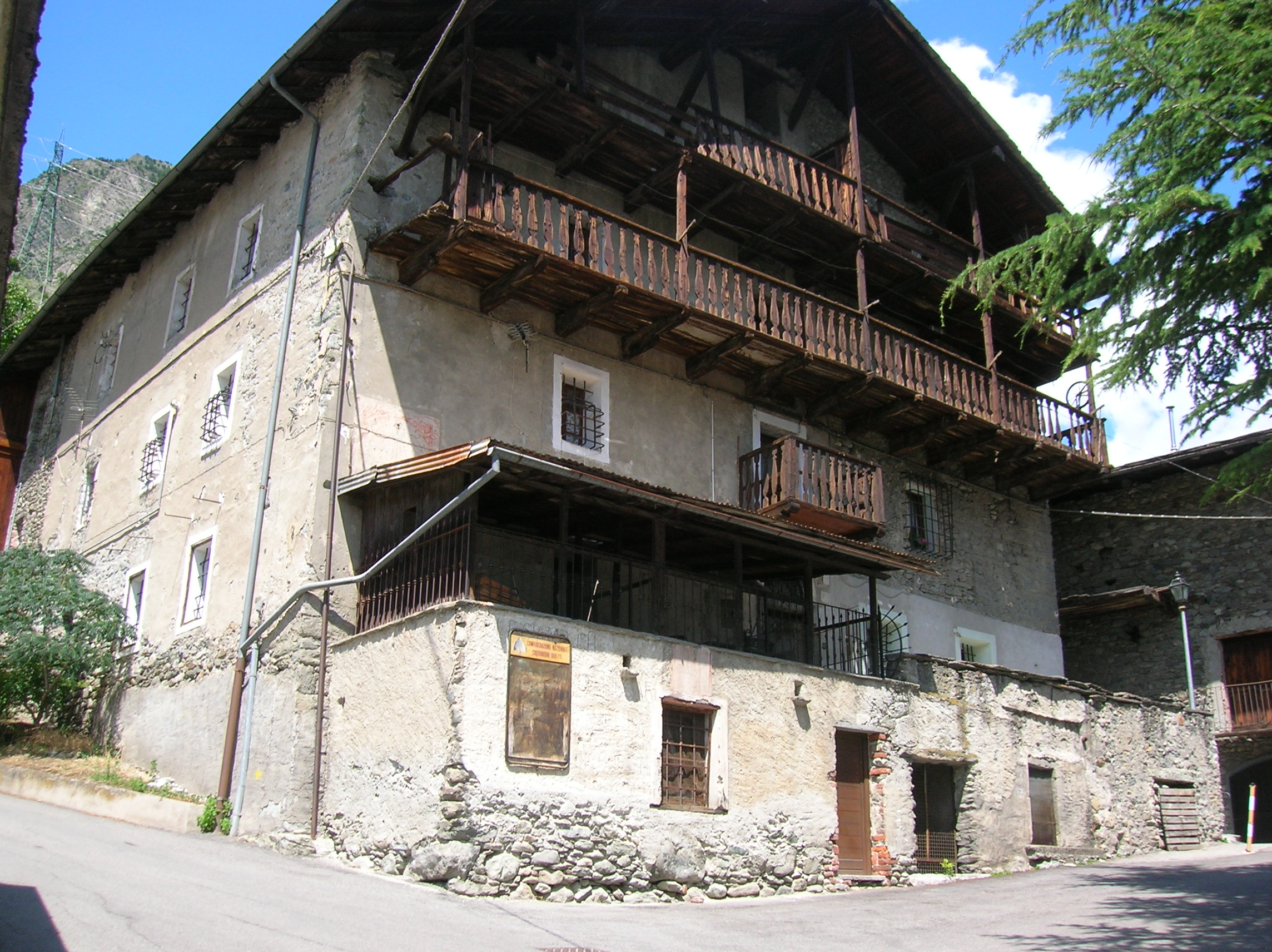
La Maison forte de la Tour.
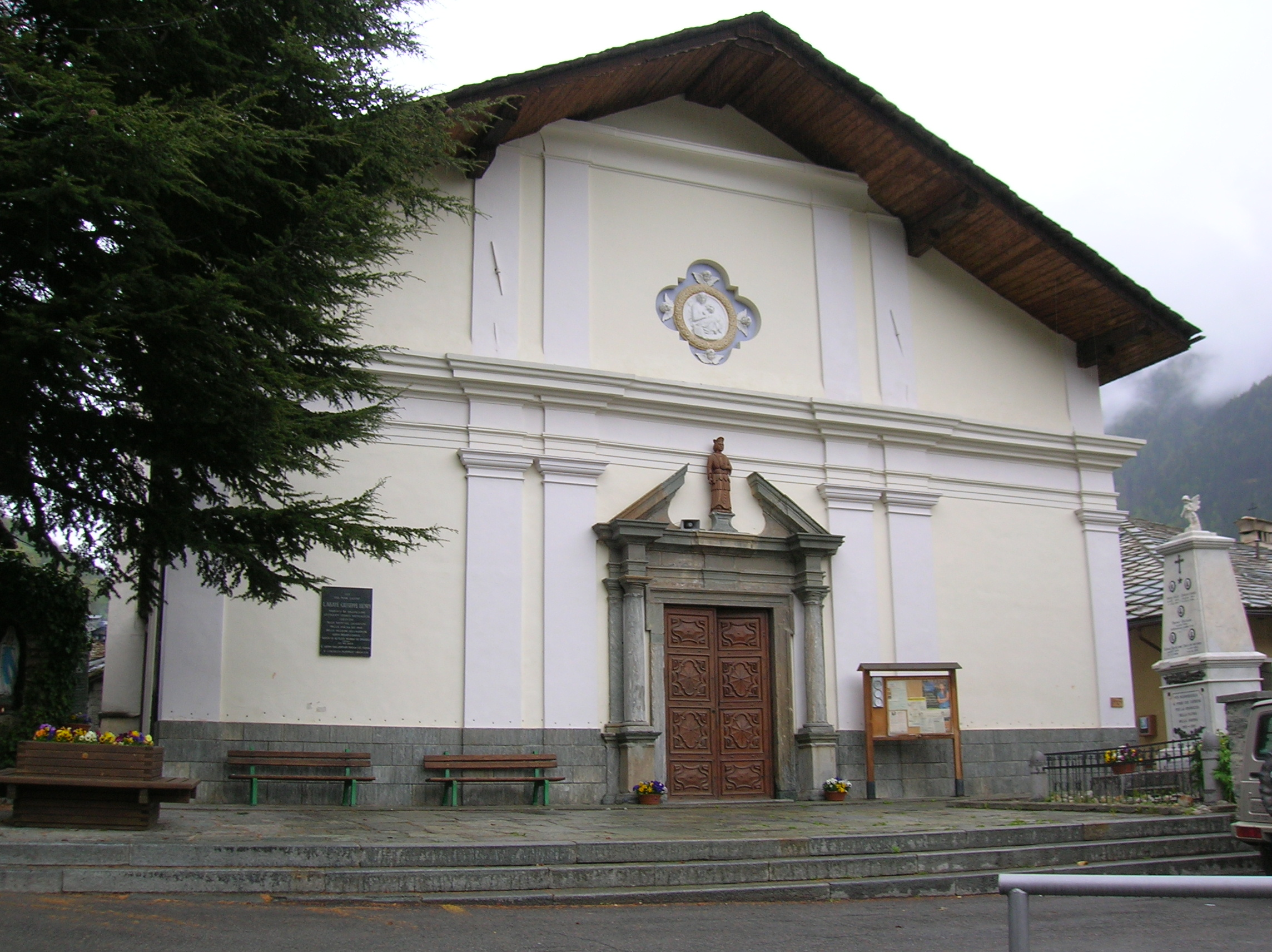
Façade de l'église paroissiale Saint-Pantaléon.

### Communes limitrophes
Doues, Ollomont, Oyace, Quart, Roisan, Saint-Christophe